# Loe Thai
Phaya Loe Thai, in lingua thai เลอไทย, trascrizione IPA [lɤ̄ː tʰāj]) (XIII secolo – 1323), è stato il quarto sovrano di Sukhothai, antico regno fondato nel 1238 da suo nonno Sri Indraditya nei territori centro-settentrionali dell'odierna Thailandia.Era figlio del predecessore Ramkhamhaeng, durante il cui regno Sukhothai raggiunse il massimo splendore e la massima estensione territoriale.

## Biografia
Salì al trono alla morte del padre attorno al 1298 ereditando quindi uno stato vasto e potente, ma il suo regno corrisponde all'inizio del declino di Sukhothai, con molti dei regni vassalli assoggettati da Ramkhamhaeng che riacquistarono l'indipendenza. Tra questi regni vi furono quelli che controllavano i territori delle odierne Uttaradit, Luang Prabang, Vientiane, Suphanburi. Nel 1321 si staccò anche l'antica mueang di Tak, che passò sotto il controllo del Regno Lanna.
Fervente religioso, Loe Thai promosse il buddhismo theravada, che era la religione di stato a Sukhothai. In particolare approfondì i legami tra Sukhothai e Ceylon, che era a quel tempo il più importante centro del buddhismo theravada. Uno dei nobili della sua corte viaggiò a Ceylon e tornò con reliquie sacre. Loe Thai regnò fino alla morte avvenuta nel 1323, anno in cui si ipotizza che il cugino Ngua Nam Thum ne abbia usurpato il trono. Il figlio di Loe Thai, Li Thai, sarebbe diventato nel 1347 il sesto re di Sukhothai.